# Goniaceae
Goniaceae, manja porodica zelenih algi u redu Chlamydomonadales. Sastoji se od 14 priznatih vrsta. Ime je dobila po rodu Gonium.

## Rodovi
1. Astrephomene Pocock
2. Gonium O.F.Müller

## Vanjske poveznice
|  | Zajednički poslužitelj ima još gradiva o temi Goniaceae |
|  | Wikivrste imaju podatke o taksonu Goniaceae             |